# 洛里昂区
洛里昂区（法語：Arrondissement de Lorient）是法国莫尔比昂省所辖的一个区。总面积1461.8平方公里，总人口315118，人口密度216人/平方公里（2018年）。主要城镇为洛里昂。

## 辖区
洛里昂区辖有58个市镇。